# فهرست نویسندگان ایرانی
این فهرست نام‌های داستان‌نویسان و (رمان‌نویسان) ایرانی را دربرمی‌گیرد و شامل نویسندگان دوران معاصر (دویست سال اخیر) است. برای مشاهده فهرست داستان‌نویسان قدیمی ایرانی، به داستان‌سرایان ایرانی رجوع کنید. به هر نویسنده در بخش مربوط به زمان آغاز کارش اشاره شده‌است.

## قرن سیزدهم خورشیدی
- میرزا حبیب اصفهانی
- محمدعلی جمالزاده
- محمد حجازی
- علی‌اکبر دهخدا
- حاج ایازخان قشقایی
- |مشفق کاظمی
- زین‌العابدین مراغه‌ای
- محمد مسعود
- حسن مقدم

## قرن چهاردهم خورشیدی به بعد
به ترتیب الفبایی:

### آ
- آرمان آرین
- جلال آل‌احمد
- حسین آتش‌پرور
- شمس آل‌احمد
- فرخنده آقایی

### ا
- احمد اکبرپور
- اصغر الهی
- پیمان اسماعیلی
- ر. اعتمادی
- رضا امیرخانی
- شهرام اقبال زاده
- صدرالدین الهی
- علی اشکان‌نژاد
- علی‌محمد افغانی
- کورش اسدی
- محمد ایوبی
- محمدرحیم اخوت
- مهشید امیرشاهی
- ناتاشا امیری
- نادر ابراهیمی

### ب
- رضا براهنی
- شمیم بهار
- محمد بهارلو
- میهن بهرامی
- صمد بهرنگی
- مسعود بهنود
- حسن بنی‌عامری
- احمد بیگدلی
- جعفر بدیعی
- محمدرضا بایرامی
- کمال بهروزکیا

### پ
- محمدرضا پورجعفری
- ایرج پزشک‌زاد
- رسول پرویزی
- شهرنوش پارسی‌پور
- شهلا پروین‌روح
- زویا پیرزاد
- ناصر پورپیرار

### ت
- ناصر تقوایی
- حسن تقی‌زاده
- ژیلا تقی‌زاده
- فرشته توانگر
- محمدرضا تقوی‌فرد
- گلی ترقی
- آناهیتا تیموریان
- کاظم تینا تهرانی

### ث
- نسرین ثامنی

### ج
- آسیه جوادی
- جلال جلالی‌زاده
- محمد علی جمالزاده

### چ
- صادق چوبک
- امیرحسن چهلتن
- علی چنگیزی

### ح
- فتانه حاج‌سیدجوادی
- فرخنده حاجی‌زاده
- محمد حسینی
- محمود حسینی‌زاد
- کمال حزباوی
- احمد حسن‌زاده
- فرهاد حسن‌زاده
- مهدی حجوانی
- فرهاد حسن‌زاده
- خسرو حمزوی

### خ
- بهاءالدین خرمشاهی
- جهانگیر خسروشاهی
- محمد خلیلی
- رضا خوش‌بین خوش‌نظر
- ابوتراب خسروی

### د
- محمود دولت‌آبادی
- سیمین دانشور
- علی اشرف درویشیان
- عبدالعلی دست‌غیب
- علی‌اکبر دهخدا
- محمد دهش

### ذ
- صدرا ذوالریاستین

### ر
- مهدی ربی
- مجتبی رحماندوست
- مصطفی رحماندوست
- حسین رجبیان
- فهیمه رحیمی
- حمید رشیدی
- منیرو روانی‌پور
- محمد رحمانیان

### ز
- عبدالحسین زرینکوب
- صادق زیباکلام
- عباس زال زاده

### س
- سبکتکین سالور
- حسین سناپور
- غلامحسین ساعدی
- فرشته ساری
- علی‌اکبر سعیدی سیرجانی

### ش
- حمیدرضا شاه‌آبادی
- سپیده شاملو
- محمدحسن شهسواری
- منصوره شریف‌زاده
- علی شریعتی
- سید مهدی شجاعی
- محمد شریفی نعمت‌آباد
- احمد شاملو
- افسانه شعبان‌نژاد
- محمدرضا شمس

### ص
- آتوسا صالحی
- ذبیح‌الله صفا
- بهرام صادقی
- لیلا صادقی
- محمدرضا صفدری
- عمران صلاحی
- پرینوش صنیعی
- سروش صحت

### ط
- محمد طلوعی
- ناهید طباطبایی

### ع
- پوریا عالمی
- بزرگ علوی
- یوسف علیخانی
- محمدعلی علومی
- علی‌اکبر عبدالرشیدی
- غزاله علیزاده
- امیر عشیری
- یحیی علوی‌فرد
- فریدون عموزاده خلیلی

### غ
- داود غفارزادگان
- عدنان غریفی
- احمد غلامی

### ف
- امین فقیری
- اسماعیل فصیح
- جواد فاضل
- امیرحسین فردی
- کاوه فولادی‌نسب
- امین فقیری

### ق
- شکوه قاسم‌نیا
- پرویز قاضی‌سعید
- مجید قیصری

### ک
- احمد کسروی
- حسن کرمی
- صادق کرمیار
- فرزانه کرم‌پور
- فریبا کلهر
- قاسم کشکولی
- کامشاد کوشان
- محمود کیانوش
- مژگان کلهر
- منصور کوشان

### گ
- سیامک گلشیری
- هوشنگ گلشیری
- محمود گلابدره‌ای
- ابراهیم گلستان

### م
- احمد محمود
- تقی مدرسی
- پرویز مسجدی
- جعفر مدرس صادقی
- حسین مرتضاییان آبکنار
- مهدی مرعشی
- شاهرخ مسکوب
- جمال میرصادقی
- جواد مجابی
- حسین مسرور
- مصطفی مستور
- حسینقلی مستعان
- علی موسوی گرمارودی
- مرتضی مشفق کاظمی
- سید مرتضی مصطفوی
- عباس معروفی
- ذبیح‌الله منصوری
- علی مؤذنی
- شهریار مندنی‌پور
- م. مؤدب‌پور
- محمد محمدعلی
- منوچهر مطیعی
- حسن محمودی
- غلامرضا یزدانی
- شیوا مقانلو
- مهسا محبعلی
- توران میرهادی
- محمدهادی محمدی
- هوشنگ مرادی کرمانی

### ن
- امیرعلی نبویان
- بیژن نجدی
- عرفان نظرآهاری
- ابراهیم نبوی

### ه
- صادق هدایت
- پیمان هوشمندزاده
- سید سعید هاشمی
- اسماعیل همتی
- محسن هجری
- رضی هیرمندی

### ی
- منصور یاقوتی
- یعقوب یادعلی
- عباس یمینی‌شریف
- محمدرضا یوسفی

## نویسندگان مهاجر یا تبعیدی
این فهرست شامل نویسندگانی است که به دلایل مختلف در خارج از ایران زندگی می‌کنند. برخی از آنان به میل خود و گروهی به دلایل سیاسی از کشور خارج شده‌اند. به این دسته دوم نویسندگان تبعیدی نیز گفته می‌شود. ضمن این که در سال‌های اخیر تلاش‌ها و نوشته‌های برخی از نویسندگان خارج از کشور باعث شد تا دسته‌بندی تازه‌ای در واژگان تاریخ ادبیات ایران اضافه شود که ادبیات مهاجرت نام دارد.
- داریوش آشوری
- حامد اسماعیلیون
- مهشید امیرشاهی
- رضا براهنی
- بهرام بیضایی
- شهرنوش پارسی‌پور
- ایرج پزشک‌زاد
- فریدون تنکابنی
- نسیم خاکسار
- اسماعیل خویی
- رضا خوش‌بین خوش‌نظر
- رضا دانشور
- عبدالعلی دست‌غیب
- قاضی ربیحاوی
- شهرام رحیمیان
- منیرو روانی‌پور
- کمال بهروزکیا
- مرجان ساتراپی
- فرج سرکوهی
- هرمز شهدادی
- علیرضا عطاران
- بهمن فرسی
- رضا قاسمی
- ساسان قهرمان
- کامشاد کوشان
- ابراهیم گلستان
- بهرام مرادی
- مهدی مرعشی
- مهرنوش مزارعی
- مهشید فاتحی
- عباس معروفی
- شهریار مندنی‌پور
- سید مهدی موسوی
- فرشته مولوی
- عبّاس میلانی
- اکرم پدرام‌نیا
- الهام یعقوبیان
- بهمن شعله‌ور
- محمدرضا یوسفی
- یعقوب یادعلی